# Disturbance storm time Index
Der Disturbance storm time (Dst, Kyoto Dst) Index ist ein Maß im Zusammenhang mit dem Weltraumwetter. Er gibt Aufschluss über die Stärke des Ringstroms um die Erde, der durch solare Protonen und Elektronen verursacht wird.
Der Ringstrom um die Erde erzeugt ein Magnetfeld, das dem Erdmagnetfeld direkt entgegengesetzt ist. Das bedeutet, dass das Magnetfeld der Erde schwächer wird, wenn der Unterschied zwischen den Elektronen und Protonen der Sonne größer wird.
Ein negativer Dst-Wert bedeutet, dass das Magnetfeld der Erde geschwächt ist. Dies ist insbesondere bei geomagnetischen Stürmen der Fall.